# 1292年至1294年教宗選舉
1292年至1294年教宗選舉是在1292年4月5日至1294年7月5日期間舉行的教宗選舉，這是截至目前為止最後一次不以教宗選舉秘密會議形式進行的新教宗遴選過程。教宗尼各老四世於1292年4月4日離世後，11位在世的樞機（第12位樞機在宗座出缺期間死去）就新教宗人選商討了兩年才找到合適的繼任人。他們最後選出伯多祿·德·莫羅內為教宗雷定五世，他是中世紀後期期間第3位當選教宗時並非樞機的人（該時期共有6人當選教宗前並不是樞機）。
費迪南德·格雷戈維烏斯認為當各樞機的決定送到位於山上的修道院的時候，莫羅內並不想做教宗但後來則不情願地接受選舉結果。當他成為教宗後，他的修行生活令他未能準備好履行教宗的日常職責。與此同時，他亦很快受到法蘭西安茹王朝的拿坡里國王查理二世影響。雷定五世於1294年12月13日退位。

## 樞機選舉人

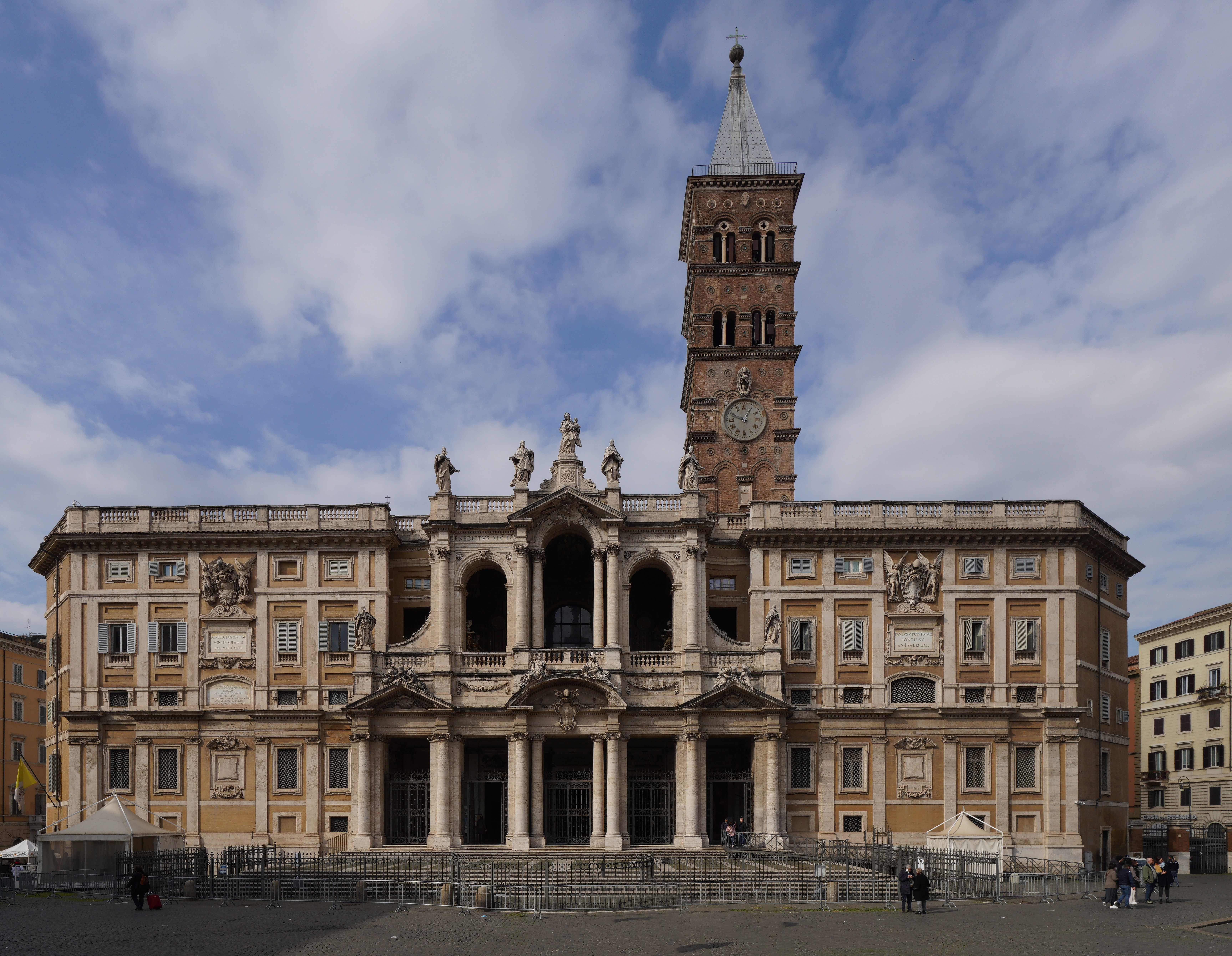
立柏大殿，選舉開始的地方

選舉開始時共有12位樞機參與，但若望·紹萊樞機在選舉完結前離世。
| 姓名                       | 所屬國家/地區 | 級別       | 於羅馬的領銜職務                    | 冊封樞機日期   | 冊封者       | 備註                                                                             |
| -------------------------- | ------------- | ---------- | ----------------------------------- | -------------- | ------------ | -------------------------------------------------------------------------------- |
| 拉蒂諾·馬拉布蘭卡·奧爾西尼 | 羅馬          | 主教級樞機 | 奧斯蒂亞及韋萊特里 羅馬城郊教區主教 | 1278年3月12日  | 尼各老三世   | 樞機團團長、道明會會士、教宗烏爾巴諾四世任內擔任宗教裁判所所長、尼各老三世的姪子 |
| 吉拉·比安奇                | 帕爾馬        | 主教級樞機 | 薩比娜羅馬城郊教區主教              | 1278年3月12日  | 尼各老三世   |                                                                                  |
| 若望·博卡馬扎              | 羅馬          | 主教級樞機 | 弗拉斯卡蒂 羅馬城郊教區主教         | 1285年12月22日 | 何諾四世     | 何諾四世的親戚                                                                   |
| 瑪竇·迪·阿夸斯帕塔         | 托迪          | 主教級樞機 | 波多-聖魯菲納 羅馬城郊教區主教      | 1288年5月16日  | 尼各老四世   | 宗座聖赦院大院長、 方濟各會會士                                                  |
| 若望·紹萊                  | 法蘭西        | 司鐸級樞機 | 聖則濟利亞堂區司鐸                  | 1281年4月12日  | 瑪定四世     | 首席司鐸（至1293年8月2日）、1293年8月2日去世                                     |
| 本篤·卡埃塔尼              | 阿納尼        | 司鐸級樞機 | 山上聖思維及瑪爾定堂區司鐸          | 1281年4月12日  | 瑪定四世     | 首席司鐸（1293年8月2日起）、未來的教宗博義八世                                   |
| 優爾·艾瑟蘭·德·布永        | 法蘭西        | 司鐸級樞機 | 聖撒比納堂區司鐸                    | 1288年5月16日  | 尼各老四世   | 道明會會士                                                                       |
| 伯多祿·佩雷格羅索          | 米蘭          | 司鐸級樞機 | 聖馬爾谷堂區司鐸                    | 1288年5月16日  | 尼各老四世   | 樞機團財務總管                                                                   |
| 瑪竇·羅索·奧爾西尼         | 羅馬          | 執事級樞機 | 屋大薇門廊聖母執事區執事            | 1262年5月22日  | 烏爾巴諾四世 | 首席助祭、聖伯多祿大殿總鐸                                                       |
| 雅各伯·科隆納              | 羅馬          | 執事級樞機 | 拉塔路聖母執事區執事                | 1278年3月12日  | 尼各老三世   | 立柏大殿總鐸                                                                     |
| 拿破崙·奧爾西尼            | 羅馬          | 執事級樞機 | 聖哈德良執事區執事                  | 1288年5月16日  | 尼各老四世   |                                                                                  |
| 伯多祿·科隆納              | 羅馬          | 執事級樞機 | 聖歐大邱執事區執事                  | 1288年5月16日  | 尼各老四世   |                                                                                  |

## 選舉過程

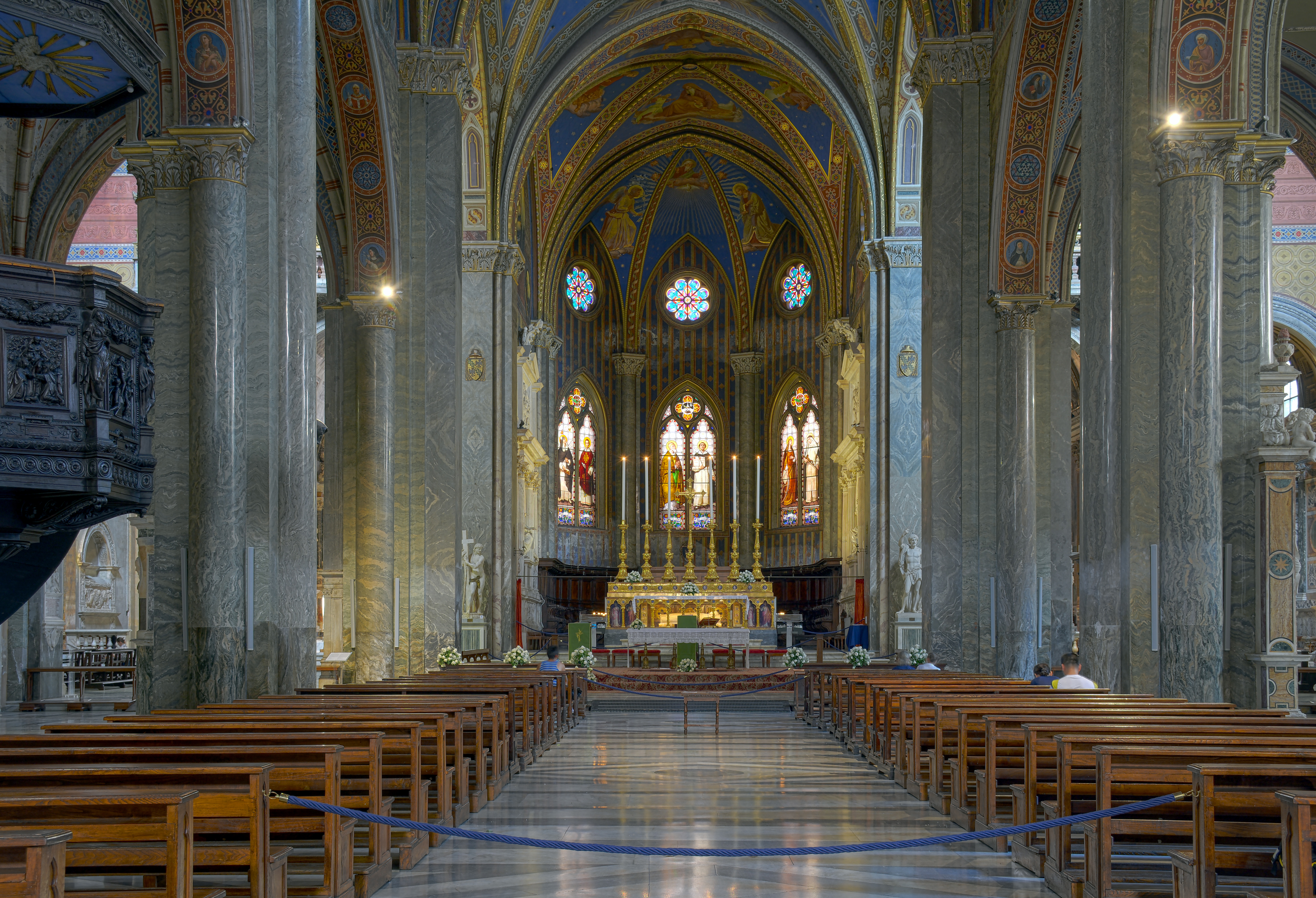
神廟遺址聖母堂，選舉後來移師到此處繼續進行。

羅馬當時有科隆納家族和奧爾西尼家族兩個家族，它們分別由雅各伯·科隆納和瑪竇·奧爾西尼領導。全程參與選舉的11名樞機則幾乎平均分佈在這兩個家族陣營裡。奧爾西尼家族的3位樞機立場親法蘭西和親安茹王朝，而科隆納家族的2名樞機則支持亞拉岡聯合王國在西西里島問題上的立場。亞拉岡國王海梅二世後來為了賄賂科隆納陣營的樞機而向他們提供黃金，但雙方實際上有否買賣聖職則無從稽考。
任何人獲得三分之二樞機的支持票後即可當選教宗，然而各樞機在羅馬進行了10天的投票後仍沒有人能夠得到接近三分之二的選舉人票。樞機團於是決定休會至1292年6月，並將選舉場地由立柏大殿轉到神廟遺址聖母堂。不過樞機團後來因羅馬在夏天期間出現疫情和若望·紹萊樞機在8月去世而再將選舉延至9月下旬繼續，各樞機則去到不同的地方。羅馬在這段時間期間開始變得炎熱。不在羅馬定居的各樞機則到達列蒂避暑（本篤·卡埃塔尼樞機另計，他回到自己的出生地阿納尼），而住在羅馬的樞機則留在原地。各樞機在9月下旬均回到羅馬。由於樞機團在1293年夏天的時候仍正進行投票，羅馬城的混亂情況亦頓時變得更加混亂。宗座出缺開始後，相關人士會根據《聖經》裡巴拉巴被釋放的情節而將所有囚犯釋放。不過羅馬的犯罪率會提升。新選出的羅馬元老院元老阿加佩圖斯·科隆納（Agapitus Colonna）和烏爾蘇斯·奧爾西尼（Ursus Orsini）在1293年復活節左右離世，這令羅馬城內部的無政府狀態亂局進一步加劇。城內的皇宮被破壞、朝聖者被殺、聖堂亦被洗劫。1293年夏天過後，各樞機再度休會並離去。他們同意於同年10月18日在佩魯賈恢復舉行選舉。
當樞機團在佩魯賈重開選舉後，他們仍然未能推選出一個人出任教宗。拿坡里國王查理二世1294年3月在該地要求他們要即時終結宗座出缺。後來部分樞機在同年夏天因要避暑而選擇離場，樞機團只剩下6人參與休會前的最後一次會議。就在這個時候，其中一個人朗讀一封由伯多祿·德·莫羅內隱修士所寫的信件。他在這封信件裡表示天主已經向他表明各樞機如果再拖延選舉就會被懲罰。亦因如此，各樞機廣泛認同莫羅內是一名聖潔的人。樞機團團長拉蒂諾·馬拉布蘭卡·奧爾西尼突然提名莫羅內為新教宗，而其他在場的樞機亦很快支持他出任此職務。已經離場的樞機亦被召回以作表態。
各樞機在1294年7月5日達成共識並一致選出莫羅內為教宗。就如1268年至1271年教宗選舉（當時選出的教宗是額我略十世）一樣，各樞機在這一次選舉進行期間同樣因就教宗人選僵持不下而陷入困局。一名非樞機的人（這次是一名八旬的隱修士）當選教宗在這兩次選舉裡均是解決這個困局的唯一方法。

## 當選及加冕
伯多祿·科隆納樞機在樞機團達成共識後連同3位主教和其他人到莫羅內位於山上的修道院並宣告他當選教宗的消息。費迪南德·格雷戈維烏斯所寫的《中世紀羅馬城的歷史》（History of the City of Rome in the Middle Ages）裡引用了彼特拉克《孤獨的生活》一書中有關莫羅內嘗試出走的內容，並以此推論出莫羅內不情願地接受選舉結果。他當選後成為教宗雷定五世。

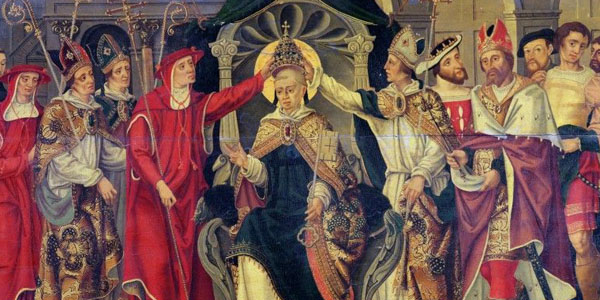
描繪雷定五世加冕的畫像

各樞機希望雷定五世可以來到佩魯賈舉行加冕禮，不過查理二世堅持新教宗要在拿坡里王國加冕，教宗堅持要他們到鄰近教宗國邊界的拉奎拉參與加冕禮而不是回到教宗國。為了模仿耶穌進入耶路撒冷的情景，雷定五世騎着一隻由查理二世和他的兒子安茹的查理·馬特羅牽着馬轡的驢子到最接近修道院的主教座堂。拉蒂諾·馬拉布蘭卡·奧爾西尼樞機8月10日在佩魯賈去世。《中世紀羅馬城的歷史》一書認為拉蒂諾的死對他來説是一件好事，但對雷定五世而言則是一件壞事。19日後，雷定五世在五月山聖母堂加冕。由於當天只有3位樞機在席，加冕典禮數天後在更多樞機在場下再次舉行。雷定五世因而成為歷史上唯一一位兩度加冕的教宗。

## 後續
安茹王朝統治的拿坡里王國影響了雷定五世在首次樞密會議中擢升甚麼人為樞機，他在這次會議裡冊封了12位樞機。這12人中其中有7位是法蘭西人，來自拿坡里王國的則佔3人。這亦是歷史上首次有教宗透過御前會議而令樞機團明顯變為由支持民族主義的樞機主導。其他非法蘭西和非拿坡里的樞機則來自雷定五世當選教宗前參與的修會。雷定五世另外移居到拿坡里王國的新堡並在退位前在這裡繼續好像隱修士一樣生活和居住。由本篤·卡埃塔尼（後來的教宗博義八世）領導的一些樞機則透過不同的工作而令他確信自己並不適合擔任教宗，從而退位。身為律師的卡埃塔尼之後建議雷定五世在遜位之前先頒佈詔書，確立教宗可以退位的説法。

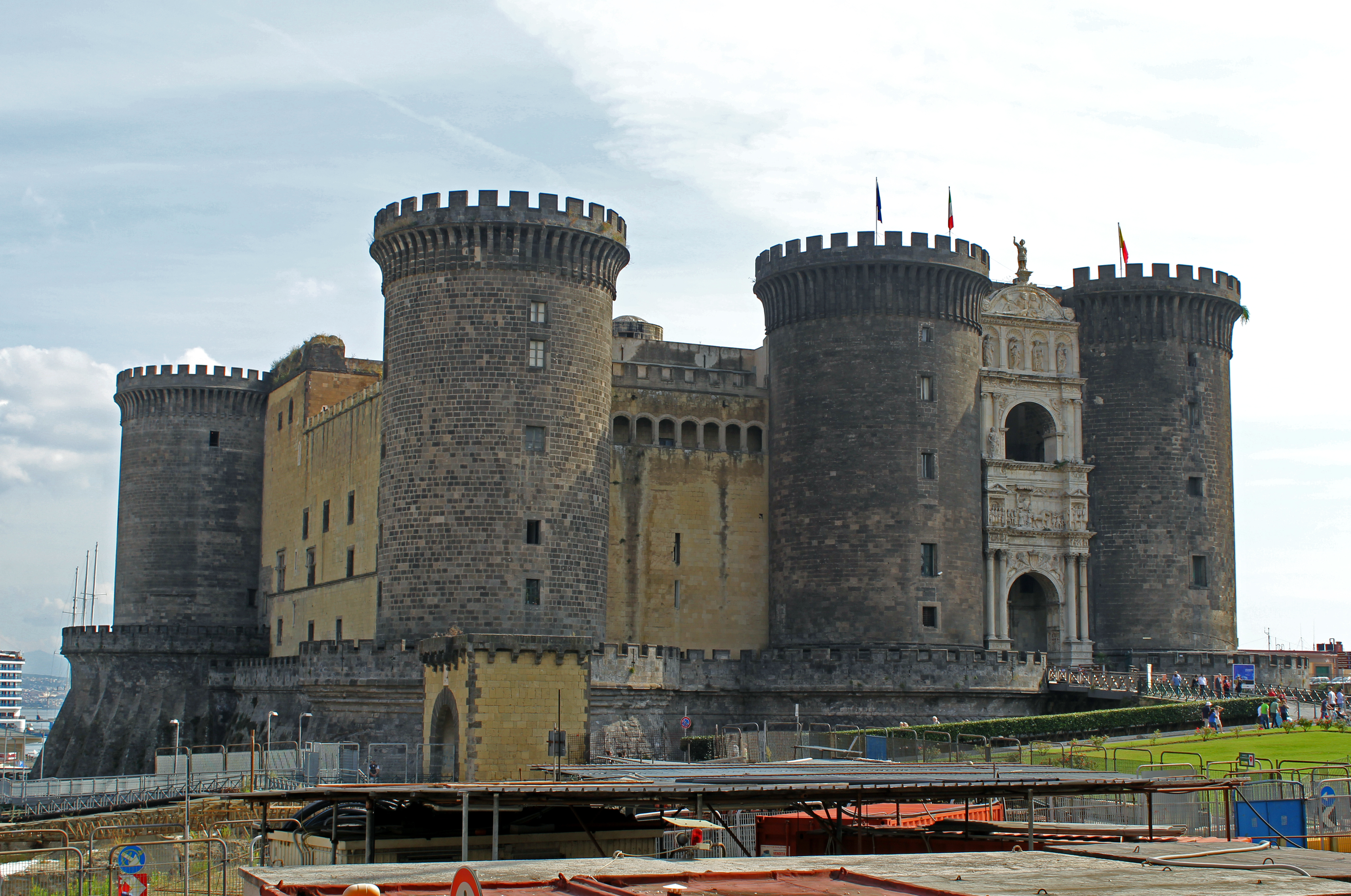
莫羅內當選後住在位於拿坡里王國的新堡。

雷定五世遜位前，他將教宗額我略十世頒佈、用作規管日後大部分教宗選舉或教宗選舉秘密會議的宗座憲令《危險之處》重新恢復執行。1294年12月13日，他在樞機團面前公佈遜位的決定並要求樞機團即時召開教宗選舉秘密會議選出下任教宗。樞機團一致接納他退位的決定。雷定五世遜位後，卡埃塔尼繼位為教宗博義八世。接着，博義八世因擔心雷定五世會在退位後組成一股反抗他的力量而將他囚禁。在囚的雷定五世於1296年5月死去。

## 腳註及參考文獻

### 腳註
1. 1 2 3 4 5 6 7  Adams, John Paul. . California State University, Northridge.   [2018-05-27]. （原始内容存档于2018-04-01） （英语）.
2. 1 2 3 4 5  Miranda, Salvador. .   [2018-03-31]. （原始内容存档于2018-03-31） （英语）.
3. ↑  Dowling, A. . The Catholic Encyclopedia. Robert Appleton Company. 1908  [2018-05-27]. （原始内容存档于2018-05-26） –New Advent （英语）.
4. 1 2  Gregorovius, 1897, p. 520.
5. 1 2 3 4 5  Baumgartner, 2003, p. 45.
6. 1 2 3 4  Emerton, 1917, p. 112.
7. ↑  . The Vatican.   [2018-08-02]. （原始内容存档于2018-08-02） （英语）.
8. 1 2 3 4 5 6 7 8 9  Miranda, Salvador. . Florida International University.   [2018-03-31]. （原始内容存档于2018-03-31） （英语）.
9. 1 2 3 4  Miranda, Salvador. . Florida International University.   [2018-03-31]. （原始内容存档于2018-03-31） （英语）.
10. 1 2 3 4 5 6 7 8 9 10 11 12  Miranda, Salvador. . Florida International University.   [2018-03-31]. （原始内容存档于2018-03-31） （英语）.
11. 1 2 3 4 5 6  Salvador, Miranda. . Florida International University.   [2018-04-01]. （原始内容存档于2018-04-01） （英语）.
12. 1 2 3 4  Miranda, Salvador. . Florida International University.   [2018-04-02]. （原始内容存档于2018-04-02） （英语）.
13. ↑  Williams, 2004, pp. 37-38.
14. 1 2  Gregorovius, 1897, p. 516.
15. ↑  Emerton, 1917, p. 111.
16. 1 2  Baumgartner, 2003, p. 43.
17. ↑  Herde, Peter. Gatz, Erwin , 编. . Romische Kurie. Kirchiliche Finanzen. Vatikanisches Archiv. Studien zu Ehren von Hermann Hoberg (Roma). 1979: 325–327 （德语）.
18. ↑  Baumgartner, 2003, pp. 43-44.
19. 1 2 3 4 5 6  Baumgartner, 2003, p. 44.
20. 1 2 3  Gregorovius, 1897, p. 517.
21. ↑  Gregorovius, 1897, pp. 516-517.
22. ↑  Gregorovius, 1897, p. 518.
23. ↑  Adams, John Paul. . California State University, Northridge.   [2018-05-21]. （原始内容存档于2018-05-21） （英语）.
24. ↑  Rotberg, 2001, p. 59.
25. 1 2 3  Gregorovius, 1897, p. 522.
26. ↑  Gregorovius, 1897, p. 521.
27. ↑  Collins, 2005, p. 111.
28. ↑  Emerton, 1917, pp. 112-113.
29. 1 2  Trollope, 1876, p. 87.
30. ↑  Guruge, 2010, pp. 107 & 147.